# 田中省吾 (内務官僚)
田中 省吾（たなか しょうご、1896年（明治29年）1月31日 - 1967年（昭和42年）10月9日）は、日本の内務・警察官僚、実業家。官選県知事。

## 経歴
岐阜県出身。田中梅之助の長男として生まれる。東京高等師範学校を卒業。1923年12月、高等試験行政科試験に合格。1924年、京都帝国大学法学部政治学科を卒業。内務省に入省し土木局属となる。
以後、長野県警察部特別高等警察課長、同警務課長、大阪府警察部特別高等警察課長、内務事務官（欧州駐在）、千葉県書記官・警察部長、愛知県書記官・警察部長、内務省土木局道路課長、同河川課長などを歴任。
1942年5月、佐賀県知事に就任。戦時体制の整備に尽力。1944年8月、農商省生活物資局長に転じた。農林省食品局長を経て、1945年10月に香川県知事兼四国地方行政事務局長に就任し、戦後の復興に尽力。1946年1月に知事を退任。公職追放となり退官した。
その後、横浜市助役、横浜商工会議所会頭、日本商工会議所副会頭、横浜貿易促進会会長、横浜銀行取締役、鶴見振興 (株) 社長などを務めた。
なお、現職の半井清と保守分裂となった1963年4月の横浜市長選挙に自由民主党公認で立候補するも、日本社会党公認の新人候補飛鳥田一雄に敗れ、次点となった半井清の後塵を拝することとなった。